# رئيس وزراء رومانيا
رئيس وزراء رومانيا يشغل رئيس وزراء رومانيا رسميًا منصب رئيس حكومة البلاد، حيث يترأس مجلس الوزراء الروماني. في البداية، كان المنصب يُعرف باسم "رئيس مجلس الوزراء"، حيث كان مصطلح "الحكومة" يشتمل على أكثر من مجلس الوزراء، وكان يُطلق على مجلس الوزراء تحديدًا اسم "مجلس الوزراء". وقد تم تعديل هذا اللقب رسميًا إلى "رئيس الوزراء" بموجب دستور رومانيا لعام 1965 خلال حقبة النظام الشيوعي.
حاليًا، يشغل مارسيل شيولاكو من الحزب الديمقراطي الاجتماعي منصب رئيس الوزراء، حيث تولى رئيس حكومة الائتلاف الوطني لرومانيا منذ 15 يونيو 2023.

## ترشيح
من مهام رئيس الجمهورية تسمية مرشح لمنصب رئيس الوزراء. يتعين على الرئيس التشاور مع الحزب الذي يتمتع بالأغلبية في البرلمان، أو إذا لم توجد مثل هذه الأغلبية، مع الأحزاب الممثلة في البرلمان.
بمجرد تعيينه، يقوم المرشح بتجميع مقترحات للبرنامج الحكومي والحكومة. ويتعين أن يوافق البرلمان على الاقتراح خلال عشرة أيام، من خلال اقتراح بحجب الثقة. ويتم مناقشة البرنامج وعضوية الحكومة من قبل البرلمان في جلسة مشتركة لمجلس النواب ومجلس الشيوخ. لا يتم قبول الاقتراح إلا إذا وافقت عليه أغلبية جميع النواب والشيوخ.
وبمجرد الحصول على الثقة، يصبح المرشح رئيسًا للوزراء ويصبح جميع أعضاء مجلس الوزراء وزراء. ويؤدي رئيس مجلس الوزراء والوزراء وأعضاء الحكومة الآخرون اليمين أمام رئيس الجمهورية، وفقاً لما نصت عليه المادة 82 من الدستور. وتمارس الحكومة ككل وكل عضو من أعضائها مهامه من تاريخ القسم.

## الوظائف
يتولى رئيس الوزراء توجيه أعمال الحكومة وتنسيق أنشطة أعضائها. يقدم رئيس الوزراء إلى مجلس النواب أو مجلس الشيوخ التقارير والبيانات المتعلقة بسياسة الحكومة لمناقشتها.  بصفته رئيسًا للحكومة، يكون رئيس الوزراء مسؤولًا عن توجيه السياسة الداخلية للبلاد وقيادة الإدارة العامة. وفي هذا الصدد، تتعاون الحكومة مع الجهات الاجتماعية الفاعلة الأخرى المهتمة.
كما هو الحال مع أي منصب آخر من مناصب السلطة العامة، فإن منصب رئيس الوزراء غير متوافق مع أي منصب آخر، باستثناء منصب النائب أو عضو مجلس الشيوخ، كما أنه غير متوافق مع أي منصب مهني في منظمة تجارية. تنتهي ولاية رئيس الوزراء باستقالة الفرد، أو إقالته بعد اقتراح حجب الثقة، أو فقدان الحقوق الانتخابية (بعد الإدانة)، أو عدم التوافق مع المنصب، أو الوفاة، أو انتهاء مدة المجلس التشريعي. يجوز لرئيس الوزراء، بالاشتراك مع الوزير المختص بمجال معين من الحكومة، التوقيع على القرارات والأوامر لتصبح نافذة كأوامر تنفيذية بمجرد نشرها في الجريدة الرسمية للدولة الرومانية. ويجب إرسال مثل هذه المراسيم إلى المجلس المختص في البرلمان حيث تتم مناقشتها بشكل عاجل، ثم يتم إرسالها إلى الجريدة الرسمية. وفي حالة عدم مناقشة أو موافقة المجلس المذكور على المرسوم بعد ثلاثين يوماً من وصوله يتم اعتماده رسمياً ونشره في الجريدة الرسمية. لا يجوز لأمر طوارئ أن يعدل قانونًا دستوريًا، أو يتعلق بوظيفة المؤسسات الأساسية، أو الحقوق، أو الحريات.
على عكس الأنظمة شبه الرئاسية البرلمانية الرئاسية، مثل روسيا، فإن رئيس الوزراء الروماني ليس تابعًا للرئيس، لأنه لا يستطيع إقالة رئيس الوزراء بشكل مباشر. ويجوز للرئيس حضور اجتماعات الحكومة التي تتناول مسائل ذات أهمية وطنية فيما يتصل بالسياسة الخارجية، ودفاع البلاد، والحفاظ على النظام العام، وفي حالات أخرى أيضًا، بناء على دعوة من رئيس الوزراء.  ويرأس الرئيس دائمًا اجتماعات الحكومة التي يحضرها. إضافة إلى أدواره الدستورية، فإن رئيس الوزراء هو، عموماً، زعيم الحزب الأكبر في الائتلاف الأغلبية الذي يدعم الحكومة، على الرغم من أن هذا ليس هو الحال دائماً.

## العلاقة مع البرلمان
يجب على الحكومة والهيئات الإدارية الأخرى تقديم جميع المعلومات أو التقارير أو الوثائق التي يطلبها مجلس النواب أو مجلس الشيوخ أو اللجان البرلمانية كجزء من الرقابة البرلمانية على الحكومة. يجوز لأعضاء الحكومة حضور أعمال البرلمان، ويجب عليهم ذلك بناء على طلب رؤساء المجالس. يجب على رئيس الوزراء وأعضاء حكومته الإجابة على جميع الأسئلة أو الاستجوابات التي يقدمها النواب أو الشيوخ وفقاً للشروط المنصوص عليها في النظام الأساسي للبرلمان. وبعد هذه الاستجوابات، يمكن للمجلس أو مجلس الشيوخ أن يعتمد اقتراحا بسيطا للتعبير عن موقفه تجاه قضية سياسية داخلية أو خارجية.
يمكن للبرلمان إقالة رئيس الوزراء المنتهية ولايته وحكومته من خلال اعتماد اقتراح بسحب الثقة من الحكومة. لكي يتم تقديم اقتراح ما، يجب أن يوقع عليه ربع أعضاء مجلس النواب والشيوخ على الأقل، ولكي يتم إقراره، يجب أن يصوت لصالحه أغلبية أعضاء مجلس النواب والشيوخ. بعد اعتماد اقتراح بسحب الثقة، يتم إقالة رئيس الوزراء وحكومته رسميًا ويجب على الرئيس تعيين فرد لتشكيل حكومة جديدة. منذ عام 1989، تم إقالة خمسة رؤساء وزراء بعد اعتماد اقتراح بحجب الثقة: إميل بوك (2009)، ميهاي رزفان أونغوريانو (2012)، سورين جريندينو (2017)، فيوريكا دانسيلا (2019)، وفلورين سيتو (2021).

## تاريخ
كان هذا المنصب يسمى في الأصل رئيس مجلس الوزراء، وتم إنشاؤه لأول مرة في عام 1862 في عهد الأمير ألكسندر يوان كوزا . على عكس غيره من ملوك عصره، لم يكن كوزا حاكمًا وراثيًا. في عام 1859 تم انتخابه أميرًا على والاشيا وأميرًا على مولدوفا في انتخابين منفصلين، مما أدى إلى توحيد الإمارتين بحكم الأمر الواقع. بحلول عام 1862، نجح في دمج الإدارتين بالكامل في حكومة واحدة عاصمتها بوخارست ، وحملت الدولة الجديدة اسم رومانيا، لكن الاتحاد كان في خطر الحل بعد نهاية حكمه. كان كوزا ليبراليًا، ويؤيد مشروعي الإصلاح الكبيرين اللذين تصورهما الليبراليون في ذلك الوقت (الإصلاح الانتخابي والإصلاح الزراعي)، ولم يعلن عن تفضيلاته السياسية علنًا أو يضع نفسه كزعيم لفصيل، مفضلًا إبقاء منصب الأمير محايدًا سياسيًا. من أجل منح البلاد حكومة سياسية، أنشأ كوزا منصب رئيس الوزراء وجلب إلى السلطة زعيم الفصيل المحافظ، باربو كاتارجيو.
خلال السنوات الأولى بعد إنشائه، تمتع المكتب بسلطة كبيرة، حيث كان قادرًا على تحدي إرادة الأمير، وبالتعاون مع جمعية تشريعية مكونة بشكل أساسي من المحافظين والرجعيين، تمكنت حكومة كاتارجيو المحافظة من تأخير اعتماد العديد من الإصلاحات. بسبب إحباطه من معارضة الحكومة للإصلاحات، وعدم قدرته على العمل مع جمعية تهيمن عليها القوى الرجعية بسبب الطبيعة الرقابية للنظام الانتخابي، أطلق كوزا انقلابًا، أعقبه استفتاء دستوري حل محل اتفاقية باريس، وهو القانون الذي كان بمثابة دستور البلاد، مع نسخته الخاصة المسماة النظام الأساسي لتوسيع اتفاقية باريس . أنشأ الدستور الجديد مجلس الشيوخ لخدمة الأغراض التشريعية لكوزا، ومنح منصب الأمير السلطة التنفيذية الكاملة، في حين ظل رئيس الوزراء تابعًا له. على الرغم من أن كوزا أصبح يتمتع الآن بسلطات كاملة، إلا أن منصب رئيس الوزراء ظل مؤثرًا، وكان ميخائيل كوجالنيشينو ، رئيس الوزراء الثالث، وهو ليبرالي وحليف سابق لكوزا، يتعارض معه كثيرًا.
بعد إزاحة كوزا عن الحكم بواسطة انقلاب عسكري في عام 1866 على يد تحالف مكون من أعضاء من الفصيلين الليبرالي والمحافظ، استقرت القوى السياسية في ذلك الوقت على هدفين: جلب أمير أجنبي من عائلة نبيلة أوروبية إلى عرش البلاد، وصياغة دستور ليبرالي. وأكد دستور عام 1866 أن رئيس الوزراء يخدم بناء على رغبة الأمير، حيث كان الأخير قادرا على تعيين أو عزل الأول في أي وقت ولأي سبب. ومع ذلك، لا يزال رئيس الوزراء يتمتع بنفوذ كبير.
بعد أن أدت الحرب العالمية الأولى إلى إنشاء رومانيا الكبرى، تمت صياغة دستور آخر في عام 1923 ليعكس التغييرات التي طرأت على الدولة الرومانية منذ معاهدة فرساي ومعاهدة تريانون . حد الدستور الجديد من صلاحيات الملك، حيث منح السلطة التنفيذية بالكامل لرئيس الوزراء وحكومته الذين يحكمون الآن باسم الملك بعد أن عينه الأخير. كما اتخذ الدستور الجديد الخطوات الأولى نحو السيطرة البرلمانية على الحكومة، حيث نص على أن أيًا من المجلسين يجوز له إحالة الوزراء إلى المحاكمة.

## السكن
المقر الحالي لرئيس الوزراء هو قصر فيكتوريا. تم تصميم قصر فيكتوريا في البداية ليكون مقرًا لوزارة الخارجية، ثم أصبح مقرًا لوزارة الخارجية ومجلس الوزراء خلال الفترة الشيوعية، وفي عام 1990 أصبح مقرًا لأول حكومة في رومانيا ما بعد الشيوعية. تم إعلان القصر كمعلم تاريخي في عام 2004.